# Rudy Rucker
Rudolf von Bitter Rucker (n. 22 martie 1946, Kentucky, SUA) este un matematician, informatician, autor de literatură științifico-fantastică  și filozof, fiind unul dintre întemeietorii mișcării literare cyberpunk. Este cel mai cunoscu pentru romanele din Ware Tetralogy, primele două romane ale acestei serii (Software și Wetware) câștigând amândouă Premiul Philip K. Dick.  În prezent editează revista SF online Flurb.

### Romane
- Ware Tetralogy[2]
  - Software (1982)
  - Wetware (1988)
  - Freeware (1997)
  - Realware (2000)
- Romane din seria Transreal
  - White Light (1980)
  - Spacetime Donuts (1981)
  - The Sex Sphere (1983)
  - The Secret of Life (1985)
  - The Hacker and the Ants (1994) (rescris ca 'Version 2.0' în 2003)
  - Saucer Wisdom (1999) roman vândut ca non-ficțiune
  - The Big Aha (2013)
- Alte romane 
  - Master of Space and Time (1984)
  - The Hollow Earth (1990)
  - Spaceland (2002)
  - As Above, So Below: A Novel of Peter Bruegel (2002)
  - Frek and the Elixir (2004)
  - Mathematicians in Love (2006)
  - Postsingular (2007)
  - Hylozoic  (sequel al Postsingular, mai 2009)
  - Jim and the Flims (2011)
  - Turing and Burroughs (2012)

### Ficțiune scurtă
Colecții
- The Fifty-Seventh Franz Kafka (1983)
- Transreal!, include și câteva eseuri  non-ficțiune  (1991)
- Gnarl! (2000)
- Mad Professor (2006)
- Complete Stories (2012)
- Transreal Cyberpunk, cu Bruce Sterling (2016)

### Non-ficțiune
- Geometry, Relativity and the Fourth Dimension (1977)
- (editor), Speculations on the Fourth Dimension: Selected Writings of Charles H. Hinton, Dover (1980), ISBN: 0-486-23916-0
- Infinity and the Mind (1982)
- The Fourth Dimension: Toward a Geometry of Higher Reality (1984)
- Mind Tools (1987)
- All the Visions (1991), memorii
- Seek! (1999), colecție de eseuri
- Software Engineering and Computer Games (2002), textbook
- The Lifebox, the Seashell, and the Soul: What Gnarly Computation Taught Me about Ultimate Reality, the Meaning of Life, and how to be Happy (Thunder's Mouth Press, 2005)
- Nested Scrolls - autobiography (2011)[3]
- Collected Essays (2012)
- Journals 1990-2014 (2015)

#### Ca  editor
- Mathenauts: Tales of Mathematical Wonder, Arbor House (1987)[4]
- Semiotext(e) SF, Autonomedia (1989) [5]

### Studii critice și recenzii ale lucrărilor lui Rucker
- Spinrad, Norman (2013). „Genre versus literature”. On Books. Asimov's Science Fiction. 37 (10-11): 182–191. Review of Turing & Burroughs.

## Legături externe
- Rudy Rucker la Internet Speculative Fiction Database